# Dasineura citrigemmia
Dasineura citrigemmia är en tvåvingeart som beskrevs av Yang och Tang 1991. Dasineura citrigemmia ingår i släktet Dasineura och familjen gallmyggor.
Artens utbredningsområde är Guangdong (Kina). Inga underarter finns listade i Catalogue of Life.